# カロリーナ・マリアーニ
カロリーナ・マリアーニ（Claudia Carolina Mariani Ambrueso  1972年8月11日- ）は、アルゼンチンのブエノスアイレス出身の柔道選手。階級は52kg級。身長153cm。

## 人物
1992年のパンナム選手権52kg級で優勝を飾った。バルセロナオリンピックでは準々決勝で中国の李忠雲に有効で敗れると、敗者復活戦でもイギリスのシャロン・レンドルに払腰で敗れて7位となった。1994年のパンナム選手権では2年ぶりに優勝を果たした。1995年の世界選手権では決勝まで進むが、フランスのマリー＝クレール・レストゥーに腕挫十字固で敗れたものの、アルゼンチンの選手として世界大会で初めてのメダルを獲得することになった。1996年のアトランタオリンピックでは準々決勝で韓国の玄淑姫に谷落で敗れると、敗者復活戦でも日本の菅原教子に体落の技ありで敗れて7位に終わった。続くパンナム選手権では3度目の優勝を飾った。2000年のシドニーオリンピックでは、準々決勝で長年同じパンナム地区でライバルとして競い合ってきたキューバのレグナ・ベルデシアに判定で敗れるなどして9位にとどまった。

## 主な戦績
- 1990年 - パンナム選手権　3位
- 1991年 - パンアメリカン競技大会　3位
- 1992年 - ブルガリア国際　3位
- 1992年 - パンナム選手権　優勝
- 1992年 - バルセロナオリンピック　7位
- 1994年 - パンナム選手権　優勝
- 1995年 - フランス国際　2位
- 1995年 - パンアメリカン競技大会　2位
- 1995年 - 世界選手権　2位
- 1995年 - 福岡国際　3位
- 1996年 - アトランタオリンピック　7位
- 1996年 - パンナム選手権　優勝
- 1997年 - フランス国際　3位
- 1997年 - 南米選手権　優勝
- 1997年 - パンナム選手権　2位
- 1998年 - パンナム選手権　2位
- 1999年 - ハンガリー国際　3位
- 1999年 - ユニバーシアード　2位
- 1999年 - パンアメリカン競技大会　2位
- 2000年 - ドイツ国際　3位
- 2000年 - ハンガリー国際　3位
- 2000年 - シドニーオリンピック　9位
- 2002年 - 南米選手権　3位